# Lewis Thomas Prize
Der Lewis Thomas Prize der Rockefeller University wurde zum Andenken des 1993 verstorbenen Lewis Thomas gestiftet und wird seit 1994 jährlich an Wissenschaftler für die literarische Qualität von populärwissenschaftlichen Werken verliehen. Er ist mit 5000 Dollar dotiert und der Preisträger gibt im Folgejahr eine Vorlesung an der Universität.

## Preisträger
- 1994 François Jacob
- 1995 Abraham Pais
- 1996 Freeman Dyson
- 1997 Max Perutz
- 1998 Ernst Mayr
- 1999 Steven Weinberg
- 2000 Edward O. Wilson
- 2001 Oliver Sacks
- 2002 Jared Diamond
- 2003 Richard Fortey
- 2004 Jean-Pierre Changeux
- 2005 Thomas Eisner
- 2006 Richard Dawkins
- 2007 James D. Watson
- 2008 Robert Sapolsky
- 2009 Martin Rees
- 2010, 2011 ?
- 2012 Kay Redfield Jamison
- 2013 Frances Ashcroft[1]
- 2014 Atul Gawande
- 2015 Steven Strogatz, Ian Stewart
- 2016 Sean B. Carroll
- 2017 Sylvia Earle
- 2018 Kip Thorne
- 2019 Siddhartha Mukherjee
- 2021 Richard O. Prum